# Huazamota
Huazamota är en ort i Mexiko.   Den ligger i kommunen Mezquital och delstaten Durango, i den centrala delen av landet, 600 km nordväst om huvudstaden Mexico City. Huazamota ligger 600 meter över havet och antalet invånare är 877.
Terrängen runt Huazamota är huvudsakligen kuperad, men åt nordost är den bergig. Huazamota ligger nere i en dal som går i nord-sydlig riktning. Runt Huazamota är det mycket glesbefolkat, med 3 invånare per kvadratkilometer. Huazamota är det största samhället i trakten. I omgivningarna runt Huazamota växer huvudsakligen savannskog.